# Elk (Schiff, 1977)
Die Elk war ein 1977 für die Stena Line gebautes britisches RoRo-Schiff, das die Royal Navy 1982 im Falklandkrieg als Transporter einsetzte. Danach fuhr es als Tor Baltica und Balticum unter den Flaggen von Belize sowie Lettland und wurde 2011 abgewrackt.

## Bau und technische Daten
Das Schiff wurde von der in London ansässigen Stena Container Line, einer Tochter der schwedischen Stena Line, bei der südkoreanischen Werft Hyundai Heavy Industries zusammen mit dem Schwesterschiff Norsky bestellt. Sie war das vierte Schiff der Stena-Searunner-Klasse, von dem die Werft zehn der elf Schiffe an die Stena Line ablieferte. In Ulsan wurde das Schiff am 14. Februar 1977 unter der Baunummer 645 auf Kiel gelegt. Beim Stapellauf am 21. Juni 1977 erhielt es den Namen Elk, am 28. Dezember des Jahres erfolgte die Ablieferung.
Bei der Ablieferung betrug ihre Länge 155,99 Meter, sie war 21,67 Meter breit und wies einen Tiefgang von 7,30 Metern auf. Ihre Tonnage betrug 5.463 BRT bzw. 2.473 NRT bei einer Tragfähigkeit von 8652 Tonnen. Der Antrieb bestand aus zwei bei Nippon Kōkan in Lizenz gebauten Pielstick 12PC25V Viertakt-Dieselmotoren, die 11.500 kW erzielten und auf zwei Schrauben wirkten. Sie ermöglichten eine Geschwindigkeit von 18,5 Knoten. Die Schiffsbesatzung bestand aus 30 Mann.
Vom Januar bis August 1986 wurde das Schiff auf der französischen Werft Ateliers Reunis Du Nord Et De L'ouest (ARNO) in Dünkirchen umgebaut und dabei auf 163,61 Meter verlängert und auf 22,90 Meter verbreitert. Der Tiefgang erhöhte sich auf 7,52 Meter. Ihre Vermessung änderte sich auf 6.182 BRT bzw. 2.802 NRT bei einer Tragfähigkeit von 8.593 Tonnen.

## Geschichte

### Dienstzeit auf Nord- und Ostsee (1977–1982)
Mit der Übergabe der Elk an die Stena Container Line wurde London als Heimathafen des Schiffes eingetragen. Direkt anschließend wurde die Elk an P&O Ferries verchartert, die das Schiff ab Januar 1978 zwischen Middlesbrough, Göteborg und Helsingborg einsetzte. Im September 1978 wurde die Elk an die Standard Chartered Merchant Bank in London, dem Chartermanager von P&O Ferries, verkauft. Sonst änderte sich nichts. Am 10. März 1979 lief die Elk vor Göteborg auf Grund, musste freigeschleppt und anschließend in der Werft repariert werden. Ab Dezember wurde sie an das Tochterunternehmen North Sea Ferries in Rozenburg verchartert und führte für diese einzelne Fahrten zwischen Rotterdam und Ipswich durch.

### Transporter im Falklandkrieg (1982)

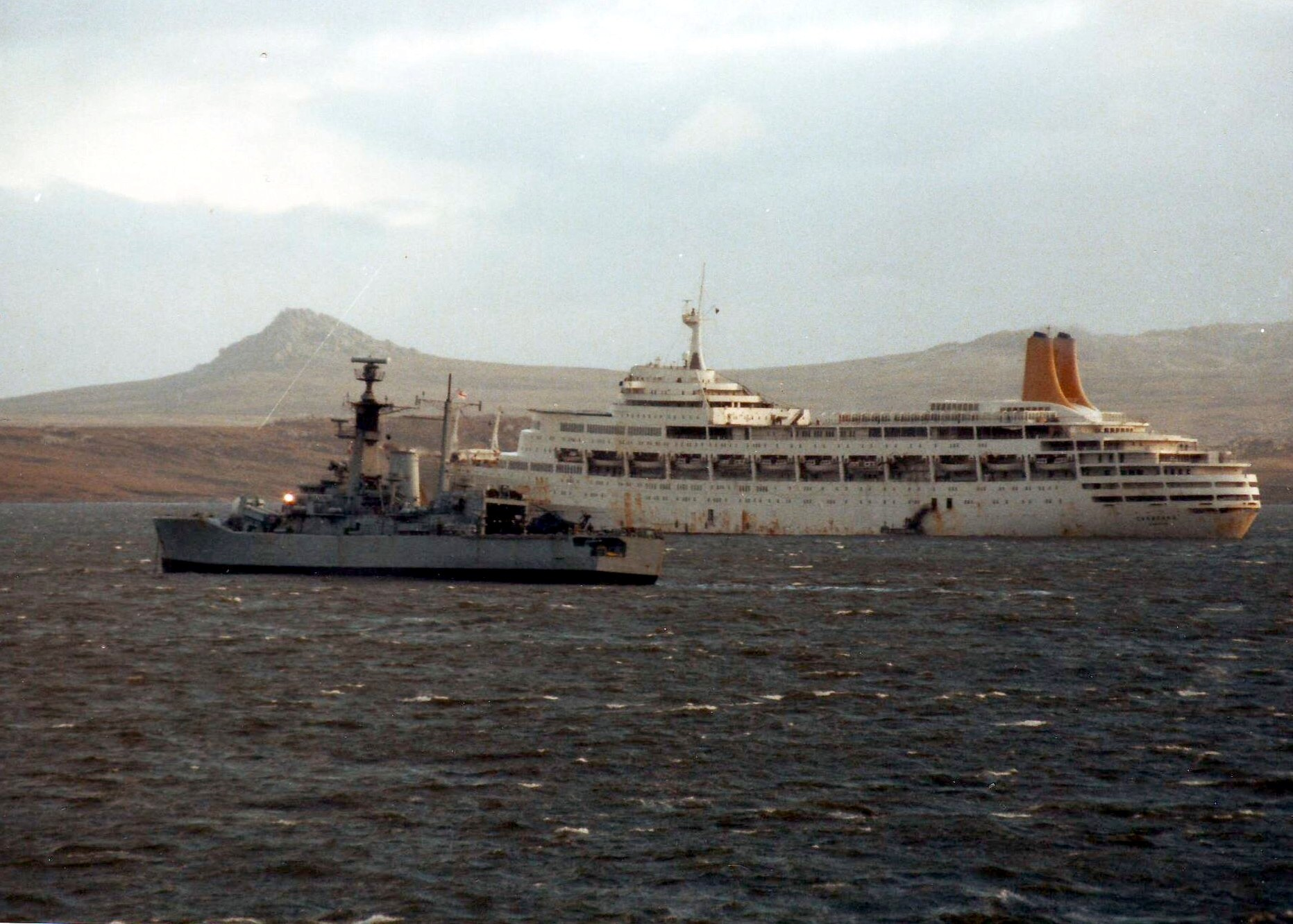
Die Canberra im Falklandkrieg, Juni 1982

Nach Beginn des Falklandkrieges war die Elk zusammen mit der Canberra das erste zivile Schiff, das vom britischen Verteidigungsministerium angefordert wurde. Nach der Requirierung am 4. April 1982 folgte die Umrüstung bei Vosper Ship Repairers in Southampton, bevor beide Schiffe am 9. April in den Südatlantik aufbrachen. Die Elk transportierte die militärische Ausrüstung der auf der Canberra eingeschifften 3.000 Soldaten, darunter Munition, Kommunikationsgeräte, vier Scorpion- und vier Scimitar-Panzer sowie acht 40-mm-Bofors-Geschütze zur Bewaffnung der Schiffe der Royal Fleet Auxiliary (RFA) vor Ort, die zum Spitznamen Toybox führte.
Nach einem kurzen Tankstopp in Freetown erreichte die Elk am 20. April Ascension. Zwischendurch erhielt sie eine Bewaffnung von zwei 40-mm-Bofors-Geschützen. Mit einer Ladung von u. a. drei Sea King- und drei Wasp-Hubschraubern verließ sie Ascension am 6. Mai zusammen mit der Canberra, der Europic Ferry und der Norland als Teil der „Amphibious Task Group“ und traf die Atlantic Conveyor sowie weitere Schiffe der RFA, um am 16. Mai die Carrier Battle Group zu treffen und in die Kampfzone zu fahren. Unterwegs wurde das Schanzkleid entfernt, um einen Landeplatz für Chinook-Hubschrauber zu schaffen, die auch an Bord gewartet wurden. Nach Beginn der britischen Landung führte die Elk drei nächtliche Nachschubtransporte nach San Carlos durch. Aufgrund ihrer aktiven Rolle erhielt sie nun den Spitznamen HMS Elk Royal. Kurz nach Ende der Kampfhandlungen kehrte sie nach Großbritannien zurück und erreichte Plymouth am 12. Juli.

### Wieder auf Nord- und Ostsee (1982–2011)
Noch am Tag der Rückkehr in Plymouth ging die Elk in die Werft Smit Shiprepairs und wurde in den nächsten vier Wochen wieder für den zivilen Einsatz hergerichtet. Anschließend kehrte sie in den Liniendienst zwischen Göteborg und Middlesbrough zurück. Im September wurde das Schiff an die „Elk Leasing Ltd.“ übertragen und 1986 an P&O Ferries verkauft. Der neue Eigentümer ließ das Schiff in der Werft Ateliers Reunis Du Nord Et De L'ouest in Dünkirchen verlängern sowie verbreitern und brachte es Mitte August wieder in den Verkehr.
Im Dezember 2000 verkaufte P&O Ferries den Frachter an die DFDS Tor Line, die es ein halbes Jahr später in Tor Baltica umbenannte. Im Herbst des Jahres vercharterte ihn die Reederei an das Verteidigungsministerium der Vereinigten Staaten. Nach Auslaufen der Zeitcharter wechselte die Tor Baltica in den Liniendienst zwischen Göteborg und Harwich. Im Dezember erfolgte der Verkauf an „Baltica Shipping & Trading“. Die Tor Baltica führte nun die Flagge von Belize, fuhr aber weiter in Charter der DFDS Tor Line auf deren Linien: 2003 zwischen Fredericia, Kopenhagen und Klaipėda, 2004 zwischen Göteborg, Harwich und Rotterdam, 2005 zwischen Immingham und Zeebrugge sowie zwischen Kiel und Sankt Petersburg.
Als letzter Eigner erwarb „Balticum Shipping“ aus Lettland die Tor Baltica im November 2007 und registrierte sie mit Heimathafen Riga. Sie blieb in Charter der DFDS Tor Line und verkehrte weiterhin zwischen Kiel und Sankt Petersburg, dann zwischen Kiel und Zeebrugge und von Januar bis März 2011 noch einmal in Charter von P&O Ferries zwischen Zeebrugge und Hull. Im April 2011 wurde es ausgemustert und unter dem Überführungsnamen Balticum zum Abwracken nach Alang gebracht, wo sie ab 29. November abgebrochen wurde.